# Twillingate
Twillingate es un pueblo canadiense situado en la provincia de Terranova y Labrador.

## Superficie
Twillingate tiene una superficie de 25,6 km².

## Demografía
En 2021, tenía 2121 habitantes, una densidad poblacional de 82,8 hab./km², y 1302 viviendas.